# Copa Pan-Americana de Voleibol Masculino Sub-19 de 2022
A Copa Pan-Americana de Voleibol Masculino Sub-19 de 2022 foi a 4.ª edição desta competição organizada pela Confederação da América do Norte, Central e Caribe de Voleibol (NORCECA) e pela Confederação Sul-Americana de Voleibol (CSV) em parceria com a Federação Nacional de Voleibol de Guatemala (FGVB). A competição ocorreu entre os dias 23 e 28 de maio, na Cidade da Guatemala, na Guatemala.
Na primeira final norte-americana deste torneio, a seleção dos Estados Unidos conquistou seu primeiro título ao vencer a seleção mexicana por 3 sets a 0. Na disputa pelo terceiro lugar, a seleção porto-riquenha venceu a seleção chilena por 3 sets a 0 e completou o pódio do torneio. As quatro melhores equipes da NORCECA garantiram vagas para o Campeonato Mundial Sub-19 de 2023. O ponteiro norte-americano Sean Kelley foi eleito o melhor jogador da competição.

## Equipes participantes
As seguintes seleções foram selecionadas para competir a Copa Pan-Americana Sub-19 de 2022.
| Grupo          | Equipe               | Última participação |
| A              |                      |                     |
| -------------- | -------------------- | ------------------- |
| A              | Guatemala            | 2019                |
| A              | Honduras             | Estreante           |
| A              | Porto Rico           | 2019                |
| A              | República Dominicana | 2019                |
| B              |                      |                     |
| Chile          | 2019                 |                     |
| Costa Rica     | 2017                 |                     |
| Estados Unidos | 2011                 |                     |
| México         | 2019                 |                     |

## Formato da disputa
O torneio foi divido na fase classificatória e na fase final. A fase classificatória foi disputada em turno único, com todas as equipes se enfrentando dentro de seu grupo. Os primeiros classificados de cada grupo avançaram para as semifinais, enquanto o segundo e terceiro colocados avançaram para as quartas de final. As equipes eliminadas nas quartas de final se juntaram as últimas equipes da fase classificatória para a disputa de composição de tabela.

### Critérios de desempate
1. Número de vitórias
2. Número de pontos
3. Razão dos sets
4. Razão dos pontos
5. Resultado da última partida entre os times empatados

- Partida com resultado final 3–0: 5 pontos para o vencedor e 0 pontos para o perdedor.
- Partida com resultado final 3–1: 4 pontos para o vencedor e 1 pontos para o perdedor.
- Partida com resultado final 3–2: 3 pontos para o vencedor e 2 pontos para o perdedor.

## Local das partidas
| Cidade da Guatemala, Guatemala |
| Domo Polideportivo de la CDAG  |
| ------------------------------ |
|                                |
| Capacidade: 7 500              |

## Fase classificatória
|  | Classificado para as semifinais       |
|  | Classificado para as quartas de final |
|  | Disputa do 5º ao 8º lugar             |

- Todas as partidas seguiram o horário local (UTC−6).

### Grupo A
|     |                      |     | Jogos | Jogos | Jogos | Resultados | Resultados | Resultados | Resultados | Resultados | Resultados | Sets | Sets | Sets  | Pontos | Pontos | Pontos |
| Pos | Equipe               | Pts | T     | V     | D     | 3–0        | 3–1        | 3–2        | 2–3        | 1–3        | 0–3        | V    | P    | R     | V      | P      | R      |
| --- | -------------------- | --- | ----- | ----- | ----- | ---------- | ---------- | ---------- | ---------- | ---------- | ---------- | ---- | ---- | ----- | ------ | ------ | ------ |
| 1   | Porto Rico           | 14  | 3     | 3     | 0     | 2          | 1          | 0          | 0          | 0          | 0          | 9    | 1    | 9.000 | 251    | 180    | 1.394  |
| 2   | Guatemala            | 9   | 3     | 2     | 1     | 1          | 1          | 0          | 0          | 0          | 1          | 6    | 4    | 1.500 | 225    | 211    | 1.066  |
| 3   | República Dominicana | 7   | 3     | 1     | 2     | 1          | 0          | 0          | 0          | 2          | 0          | 5    | 6    | 0.833 | 248    | 255    | 0.973  |
| 4   | Honduras             | 0   | 3     | 0     | 3     | 0          | 0          | 0          | 0          | 0          | 3          | 0    | 9    | 0.000 | 149    | 227    | 0.656  |

| Data   | Hora  |                      | Placar |                      | Set 1 | Set 2 | Set 3 | Set 4 | Set 5 | Total  | Relatório |
| ------ | ----- | -------------------- | ------ | -------------------- | ----- | ----- | ----- | ----- | ----- | ------ | --------- |
| 23 mai | 16:00 | Porto Rico           | 3–1    | República Dominicana | 26–28 | 25–21 | 25–20 | 25–16 |       | 101–85 | P2 P3     |
| 23 mai | 20:00 | Guatemala            | 3–0    | Honduras             | 25–18 | 25–18 | 25–14 |       |       | 75–50  | P2 P3     |
| 24 mai | 16:00 | Porto Rico           | 3–0    | Honduras             | 25–10 | 25–14 | 25–15 |       |       | 75–39  | P2 P3     |
| 24 mai | 20:00 | Guatemala            | 3–1    | República Dominicana | 25–23 | 25–17 | 19–25 | 25–21 |       | 94–86  | P2 P3     |
| 25 mai | 16:00 | República Dominicana | 3–0    | Honduras             | 25–15 | 25–20 | 27–25 |       |       | 77–60  | P2 P3     |
| 25 mai | 20:00 | Guatemala            | 0–3    | Porto Rico           | 18–25 | 18–25 | 20–25 |       |       | 56–75  | P2 P3     |

### Grupo B
|     |                |     | Jogos | Jogos | Jogos | Resultados | Resultados | Resultados | Resultados | Resultados | Resultados | Sets | Sets | Sets  | Pontos | Pontos | Pontos |
| Pos | Equipe         | Pts | T     | V     | D     | 3–0        | 3–1        | 3–2        | 2–3        | 1–3        | 0–3        | V    | P    | R     | V      | P      | R      |
| --- | -------------- | --- | ----- | ----- | ----- | ---------- | ---------- | ---------- | ---------- | ---------- | ---------- | ---- | ---- | ----- | ------ | ------ | ------ |
| 1   | Estados Unidos | 15  | 3     | 3     | 0     | 3          | 0          | 0          | 0          | 0          | 0          | 9    | 0    | MAX   | 226    | 150    | 1.507  |
| 2   | México         | 9   | 3     | 2     | 1     | 1          | 1          | 0          | 0          | 0          | 1          | 6    | 4    | 1.500 | 211    | 210    | 1.005  |
| 3   | Chile          | 5   | 3     | 1     | 2     | 0          | 1          | 0          | 0          | 1          | 1          | 4    | 7    | 0.571 | 233    | 259    | 0.900  |
| 4   | Costa Rica     | 1   | 3     | 0     | 3     | 0          | 0          | 0          | 0          | 1          | 2          | 1    | 9    | 0.111 | 199    | 250    | 0.796  |

| Data   | Hora  |                | Placar |                | Set 1 | Set 2 | Set 3 | Set 4 | Set 5 | Total  | Relatório |
| ------ | ----- | -------------- | ------ | -------------- | ----- | ----- | ----- | ----- | ----- | ------ | --------- |
| 23 mai | 14:00 | Costa Rica     | 0–3    | México         | 20–25 | 18–25 | 15–25 |       |       | 53–75  | P2 P3     |
| 23 mai | 18:00 | Chile          | 0–3    | Estados Unidos | 24–26 | 16–25 | 11–25 |       |       | 51–76  | P2 P3     |
| 24 mai | 14:00 | Costa Rica     | 0–3    | Estados Unidos | 20–25 | 17–25 | 15–25 |       |       | 52–75  | P2 P3     |
| 24 mai | 18:00 | Chile          | 1–3    | México         | 17–25 | 25–14 | 22–25 | 18–25 |       | 82–89  | P2 P3     |
| 25 mai | 14:00 | Costa Rica     | 1–3    | Chile          | 24–26 | 21–25 | 25–23 | 24–26 |       | 94–100 | P2 P3     |
| 25 mai | 18:00 | Estados Unidos | 3–0    | México         | 25–21 | 25–13 | 25–13 |       |       | 75–47  | P2 P3     |

## Fase final
|  | Quartas de final     | Quartas de final |                |   | Semifinais | Semifinais     |                |  | Final | Final |
|  |                      |                  |                |   |            |                |                |  |       |       |
|  |                      |                  |                |   |            |                |                |  |       |       |
|  |                      |                  |                |   |            |                |                |  |       |       |
|  | Guatemala            | 0                |                |   |            |                |                |  |       |       |
|  | Guatemala            | 0                |                |   |            |                |                |  |       |       |
|  | Chile                | 3                |                |   |            |                |                |  |       |       |
|  | Chile                | 3                | Estados Unidos | 3 |            |                |                |  |       |       |
|  |                      |                  | Estados Unidos | 3 |            |                |                |  |       |       |
|  |                      |                  | Chile          | 0 |            |                |                |  |       |       |
|  |                      |                  | Chile          | 0 |            |                |                |  |       |       |
|  |                      |                  |                |   |            |                |                |  |       |       |
|  |                      |                  |                |   |            |                |                |  |       |       |
|  | Estados Unidos       | 3                |                |   |            |                |                |  |       |       |
|  | Estados Unidos       | 3                |                |   |            |                |                |  |       |       |
|  |                      | México           | 0              |   |            |                |                |  |       |       |
|  | México               | México           | 0              | 3 |            |                |                |  |       |       |
|  | México               |                  |                | 3 |            |                |                |  |       |       |
|  | República Dominicana | 0                |                |   |            |                |                |  |       |       |
|  | República Dominicana | 0                | Porto Rico     | 2 |            |                |                |  |       |       |
|  |                      |                  | Porto Rico     | 2 |            |                |                |  |       |       |
|  |                      |                  | México         | 3 |            | Terceiro lugar | Terceiro lugar |  |       |       |
|  |                      |                  | México         | 3 |            | Terceiro lugar | Terceiro lugar |  |       |       |
|  |                      |                  |                |   |            |                |                |  |       |       |
|  |                      |                  |                |   |            |                |                |  |       |       |
|  | Chile                | 0                |                |   |            |                |                |  |       |       |
|  | Chile                | 0                |                |   |            |                |                |  |       |       |
|  | Porto Rico           | 3                |                |   |            |                |                |  |       |       |
|  | Porto Rico           | 3                |                |   |            |                |                |  |       |       |

|  | 5º–8º lugar          | 5º–8º lugar |              |   | Quinto lugar | Quinto lugar |
|  |                      |             |              |   |              |              |
|  |                      |             |              |   |              |              |
|  |                      |             |              |   |              |              |
|  | Costa Rica           | 3           |              |   |              |              |
|  | Costa Rica           | 3           |              |   |              |              |
|  | República Dominicana | 1           |              |   |              |              |
|  | República Dominicana | 1           | Costa Rica   | 3 |              |              |
|  |                      |             | Costa Rica   | 3 |              |              |
|  |                      | Guatemala   | 0            |   |              |              |
|  | Honduras             | Guatemala   | 0            | 0 |              |              |
|  | Honduras             |             |              | 0 |              |              |
|  | Guatemala            | 3           |              |   |              |              |
|  | Guatemala            | 3           | Sétimo lugar |   |              |              |
|  |                      |             |              |   |              |              |
|  |                      |             |              |   |              |              |
|  |                      |             |              |   |              |              |
|  | República Dominicana | 3           |              |   |              |              |
|  | República Dominicana | 3           |              |   |              |              |
|  | Honduras             | 1           |              |   |              |              |

#### Quartas de final
| Data   | Hora  |           | Placar |                      | Set 1 | Set 2 | Set 3 | Set 4 | Set 5 | Total | Relatório |
| ------ | ----- | --------- | ------ | -------------------- | ----- | ----- | ----- | ----- | ----- | ----- | --------- |
| 26 mai | 17:00 | México    | 3–0    | República Dominicana | 25–22 | 25–16 | 25–17 |       |       | 75–55 | P2 P3     |
| 26 mai | 17:00 | Guatemala | 0–3    | Chile                | 15–25 | 13–25 | 25–19 | 20–25 |       | 73–94 | P2 P3     |

#### 5º–8º lugar
| Data   | Hora  |            | Placar |                      | Set 1 | Set 2 | Set 3 | Set 4 | Set 5 | Total  | Relatório |
| ------ | ----- | ---------- | ------ | -------------------- | ----- | ----- | ----- | ----- | ----- | ------ | --------- |
| 26 mai | 17:00 | Costa Rica | 3–1    | República Dominicana | 25–15 | 25–13 | 25–27 | 25–19 |       | 100–74 | P2 P3     |
| 26 mai | 17:00 | Honduras   | 0–3    | Guatemala            | 13–25 | 24–26 | 15–25 |       |       | 52–76  | P2 P3     |

#### Semifinais
| Data   | Hora  |                | Placar |        | Set 1 | Set 2 | Set 3 | Set 4 | Set 5 | Total   | Relatório |
| ------ | ----- | -------------- | ------ | ------ | ----- | ----- | ----- | ----- | ----- | ------- | --------- |
| 26 mai | 18:00 | Estados Unidos | 3–0    | Chile  | 25–18 | 25–18 | 25–20 |       |       | 75–56   | P2 P3     |
| 26 mai | 20:00 | Porto Rico     | 2–3    | México | 19–25 | 19–25 | 25–20 | 25–18 | 15–17 | 103–105 | P2 P3     |

#### Sétimo lugar
| Data   | Hora  |                      | Placar |          | Set 1 | Set 2 | Set 3 | Set 4 | Set 5 | Total | Relatório |
| ------ | ----- | -------------------- | ------ | -------- | ----- | ----- | ----- | ----- | ----- | ----- | --------- |
| 28 mai | 12:00 | República Dominicana | 3–1    | Honduras | 19–25 | 25–13 | 25–12 | 25–13 |       | 94–63 | P2 P3     |

#### Quinto lugar
| Data   | Hora  |            | Placar |           | Set 1 | Set 2 | Set 3 | Set 4 | Set 5 | Total | Relatório |
| ------ | ----- | ---------- | ------ | --------- | ----- | ----- | ----- | ----- | ----- | ----- | --------- |
| 28 mai | 14:00 | Costa Rica | 3–0    | Guatemala | 25–19 | 30–28 | 29–27 |       |       | 84–74 | P2 P3     |

#### Terceiro lugar
| Data   | Hora  |       | Placar |            | Set 1 | Set 2 | Set 3 | Set 4 | Set 5 | Total | Relatório |
| ------ | ----- | ----- | ------ | ---------- | ----- | ----- | ----- | ----- | ----- | ----- | --------- |
| 28 mai | 16:00 | Chile | 0–3    | Porto Rico | 17–25 | 19–25 | 19–25 |       |       | 55–75 | P2 P3     |

#### Final
| Data   | Hora  |                | Placar |        | Set 1 | Set 2 | Set 3 | Set 4 | Set 5 | Total | Relatório |
| ------ | ----- | -------------- | ------ | ------ | ----- | ----- | ----- | ----- | ----- | ----- | --------- |
| 28 mai | 18:00 | Estados Unidos | 3–0    | México | 25–22 | 25–18 | 25–18 |       |       | 75–58 | P2 P3     |

## Classificação final
| Posição | Equipe               |
| ------- | -------------------- |
|         | Estados Unidos       |
|         | México               |
|         | Porto Rico           |
| 4       | Chile                |
| 5       | Costa Rica           |
| 6       | Guatemala            |
| 7       | República Dominicana |
| 8       | Honduras             |

|  | Classificado para o Campeonato Mundial Sub-19 de 2023 |

## Premiações
| Copa Pan-Americana Sub-19 de 2022   |
| Estados Unidos                      |
| ----------------------------------- |
| Estados Unidos Campeão (1.º título) |

### Individuais
Os atletas que se destacaram individualmente foramː
| - Most Valuable Player (MVP) Sean Kelley - Melhor oposto Finn Kearney - Melhor levantador Tread Rosenthal - Melhor líbero Kallen Larson - Melhores ponteiros Sean Kelley Victor Torres | - Melhores centrais David Nassar Cordoba Goran Rafaeli - Melhor recepção Kallen Larson - Maior pontuador Franklyn De Jesus Reyes - Melhor defesa Kallen Larson |